# Phalloniscus kenepurensis
Phalloniscus kenepurensis là một loài chân đều trong họ Dubioniscidae. Loài này được Chilton miêu tả khoa học năm 1901.